# Böyük Xocavar
Böyük Xocavar è un comune dell'Azerbaigian situato nel distretto di Masallı.   